# Gare de Braniewo
La Gare de Braniewo est une gare ferroviaire à Braniewo, Pologne. Elle est construite par les Chemins de fer d'État de la Prusse quand la ville était encore partie de cette region de l’Allemagne.

## Service des voyageurs
Peu utilisée, la gare servait de 50 à 99 passagers par jour en 2017 .

## Service des marchandises
Depuis environ 2014, le trafic de fret augmente, en particulier les terminaux de rechargement servant l'importation de charbon et de gaz de l'oblast de Kaliningrad .